# 薩爾尼 (亞沃里夫區)
49°55′3″N 23°10′32″E / 49.91750°N 23.17556°E
薩爾尼（烏克蘭語：Сарни），是烏克蘭的村落，位於該國西部利沃夫州，由亞沃里夫區負責管轄，始建於1415年，面積1.44平方公里，海拔高度230米，2001年人口372，人口密度每平方公里258.51人。